# Российский творческий Союз работников культуры
Российский творческий Союз работников культуры (РТСРК) — общероссийская общественная организация, созданная в 1990 году для защиты общих интересов и достижения уставных целей объединившихся граждан — творческих работников культуры. Главной офис расположен в Санкт-Петербурге.

## История
Российский творческий Союз работников культуры был создан 23 октября 1990 года на учредительном съезде в Ленинграде.
У истоков создания Союза стоял ректор Санкт-Петербургского государственного университета культуры и искусств, профессор Евгений Яковлевич Зазерский, который и стал первым председателем РТСРК.
14 марта 1991 года по распоряжению Министерства Юстиции РФ № 35 был зарегистрирован Устав Союза и внесен в государственный реестр под № 1.
С 1996 года по февраль 2011 года председателем Союза являлся Андрей Георгиевич Ананов, заслуженный деятель искусств РФ.
На V съезде 28 февраля 2011 г. председателем Союза был избран Смирнов Юрий Павлович — художественный руководитель Дворца учащейся молодежи Комитета по образованию Санкт-Петербурга, народный артист РФ, профессор.
На VI съезде 6 июня 2014 года в Алуште, был избран новый председатель РТСРК. Им стал Анатолий Николаевич Константинов, советник ректора Государственного университета морского и речного флота им. адм. С. О. Макарова, заслуженный работник культуры РФ.
В 2001 году учрежден диплом союза «За весомый вклад в сохранение и развитие Отечественной культуры, и активное участие в деятельности Союза».

## Структура и состав Союза
Высшим руководящим органом Союза является Съезд, объединяющий представителей региональных отделений, созывается раз в пять лет. В период между съездами постояннодействующим руководящим органом Союза является Правление.
Также раз в пять лет на Съезде Союза избирается контрольно-ревизионная комиссия из членов Союза. В составе комиссии должно быть не менее трех человек.
Союз объединяет 62 региона России.
Союз имеет общероссийский статус.

## Дирекция
- Константинов Анатолий Николаевич — глава РТСРК, председатель Правления Санкт-Петербургского отделения, заслуженный работник культуры РФ.
- Ерошкин Дмитрий Владимирович — директор по маркетингу, эксперт в области событийного маркетинга и туризма, специалист по арт-маркетингу.
- Спасский Константин Николавевич — председатель Правления Московского отделения[8].

## Мероприятия
Российский творческий Союз работников культуры в 2014 выступил в качестве организатора нескольких крупных мероприятий:
- Исторический фестиваль «Война и Мир» в г. Пушкине, посвящённый столетию начала Первой Мировой войны[9].
- «Фестиваль Ледоколов» в Санкт-Петербурге[10].
- Всероссийский конгресс профессиональных работников и лидеров некоммерческих организаций в сфере культуры[11]
- Книжная презентация культурно-патриотического альманаха "Родина", а также старт ежеквартального альманаха с таким названием от МО РТСРК при совместной работе с Русским литературным центром.[12].

## Награды
- Почётный диплом Законодательного Собрания Санкт-Петербурга (9 декабря 2009 года) — за выдающийся вклад в развитие культуры и искусства в Санкт-Петербурге и в связи с 20-летием со дня создания[13].
- Почётный диплом Законодательного Собрания Санкт-Петербурга (19 ноября 2014 года) — за значительный вклад в культурное развитие Санкт-Петербурга, а также в связи с 25-летием со дня основания[14].